# Kadlubietz

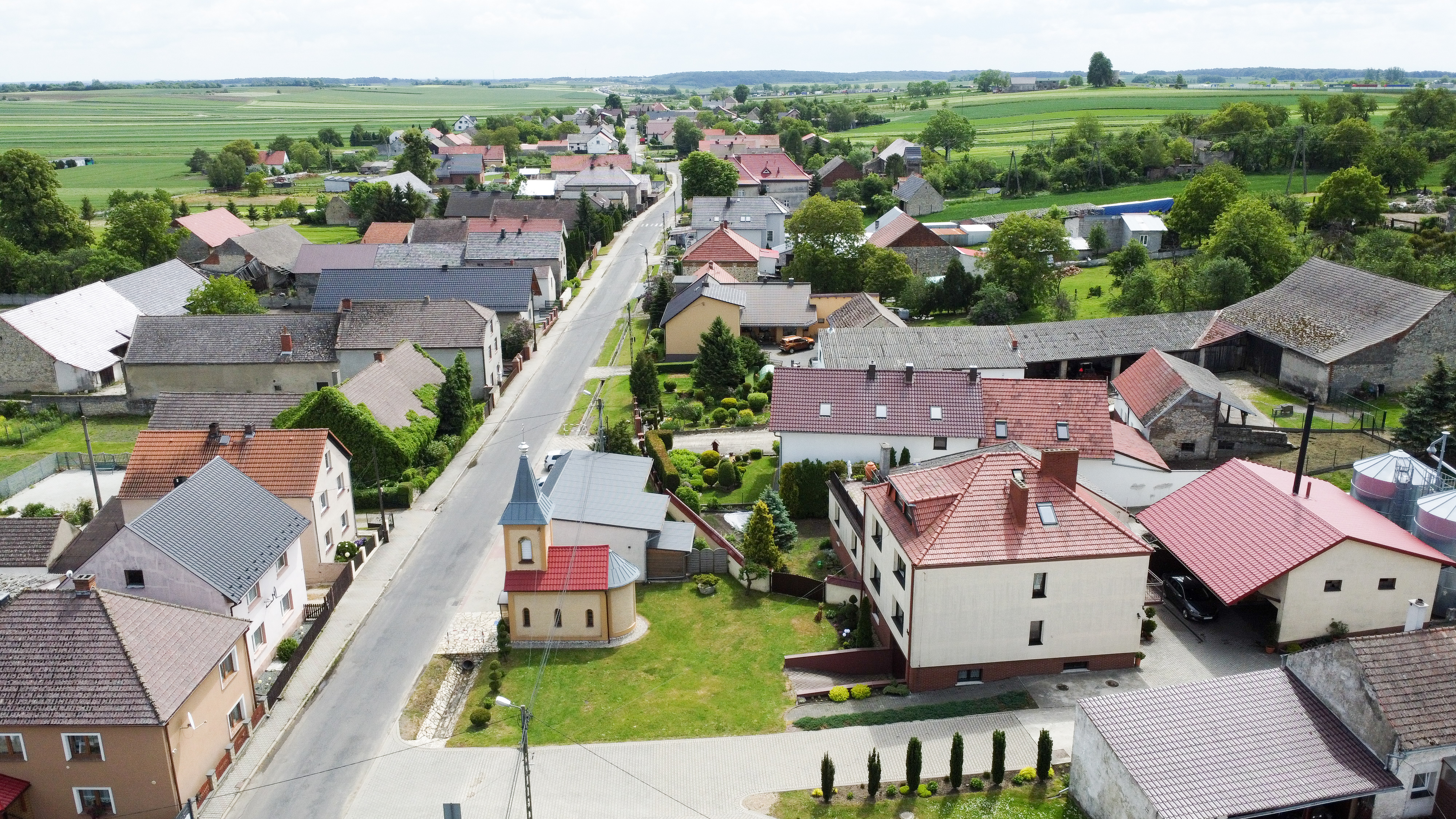
Gesamtansicht

Kadlubietz (polnisch Kadłubiec) ist eine Ort in der zweisprachigen Stadt- und Landgemeinde Leschnitz (Leśnica) im Powiat Strzelecki der Woiwodschaft Opole in Polen.

## Geographie
Das Angerdorf Kadlubietz liegt fünf Kilometer nördlich von Leschnitz, elf Kilometer südwestlich von Strzelce Opolskie (Groß Strehlitz) und 39 Kilometer südöstlich von Opole (Oppeln) in der Wyżyna Śląska (Schlesisches Hochland) innerhalb der Chełm (Chelm). Südlich von Kadlubietz verläuft die A4. Kadlubietz liegt am nördlichen Rand des Landschaftsschutzgebietes Park Krajobrazowy Góra Świętej Anny.
Nachbarorte von Kadlubietz sind im Norden Kalinów (Kalinow), im Osten Dollna (Dolna), im Süden Poremba (Poręba) und Sankt Annaberg (Góra Świętej Anny) und im Westen Wyssoka (Wysoka).

## Geschichte
Zum ersten Mal wurde das Dorf in einem Dokument aus 1302 als Katlubetz erwähnt.
Im 17. Jahrhundert wurde diese Ortschaft als Kadlubiec und Kadlubiecz registriert. Nach dem Ersten Schlesischen Krieg fiel Kadlubietz 1742 mit dem größten Teil Schlesiens an Preußen. 1783 gab es in Kadlubietz eine Mühle, ein Vorwerk und einige Bauernhöfe. Das Dorf zählte damals 144 Einwohner.
Bis zur Säkularisation 1810 war Kadlubietz im Besitz des Klosterstifts Himmelwitz. Nach der Neuorganisation der Provinz Schlesien gehörte die Landgemeinde Kadlubietz ab 1816 zum Landkreis Groß Strehlitz im Regierungsbezirk Oppeln. 1817 erscheint als Besitzer des Dorfes ein Major von Thurn aus Wyssoka und der Ort zählte 184 Einwohner. 1845 bestanden in Ort ein Vorwerk, eine Windmühle, ein Kalkofen und 52 Häuser. Im gleichen Jahr zählte Kadlubietz 359 Einwohner, davon einer evangelisch. 1865 hatte der Ort 17 Bauern-, 11 Halbauern-, 6 Gärtner und 34 Häuslerstellen. Eingepfarrt waren die Bewohner nach Wyssoka. 1874 wurde der Amtsbezirk Wyssoka gegründet, welcher die Landgemeinden Annaberg Marktflecken, Kadlubietz, Ober Ellguth, Poremba und die Gutsbezirke Ober Ellguth Vorwerk, Kadlubietz, Poremba und Wyssoka Vorwerk und Kolonie Wyssoka umfasste.
Bei der Volksabstimmung in Oberschlesien am 20. März 1921, die in der Gegend von bürgerkriegsähnlichen Zuständen begleitet wurde, stimmten in Kadlubietz 275 Personen für einen Verbleib bei Deutschland und 97 für Polen. Kadlubietz verblieb wie der gesamte Stimmkreis Groß-Strehlitz beim Deutschen Reich. Ab 1933 führten die neuen nationalsozialistischen Machthabern groß angelegte Umbenennungen von Ortsnamen slawischen Ursprungs durch. 1936 wurde der Ortsname Kadlubietz in Annatal geändert. Bis 1945 befand sich der Ort im Landkreis Groß Strehlitz.
1945 kam der bisher deutsche Ort unter polnische Verwaltung und wurde in Kadłubiec umbenannt und der Woiwodschaft Schlesien angeschlossen. 1950 kam der Ort zur Woiwodschaft Opole und 1999 zum Powiat Krapkowicki. 2006 führte die Gmina Leśnica, der Kadlubietz als Ortsteil angehört, Deutsch als Hilfssprache und im Jahr 2008 zweisprachige Ortsbezeichnungen ein.

### Einwohnerentwicklung
Die Einwohnerzahlen von Kadlubietz:
| Jahr | Einwohner |
| ---- | --------- |
| 1844 | 359       |
| 1855 | 459       |
| 1861 | 564       |
| 1910 | 643       |

| Jahr | Einwohner |
| ---- | --------- |
| 1933 | 605       |
| 1939 | 629       |
| 1996 | 452       |

## Sehenswürdigkeiten
- Reste einer Holländerwindmühle

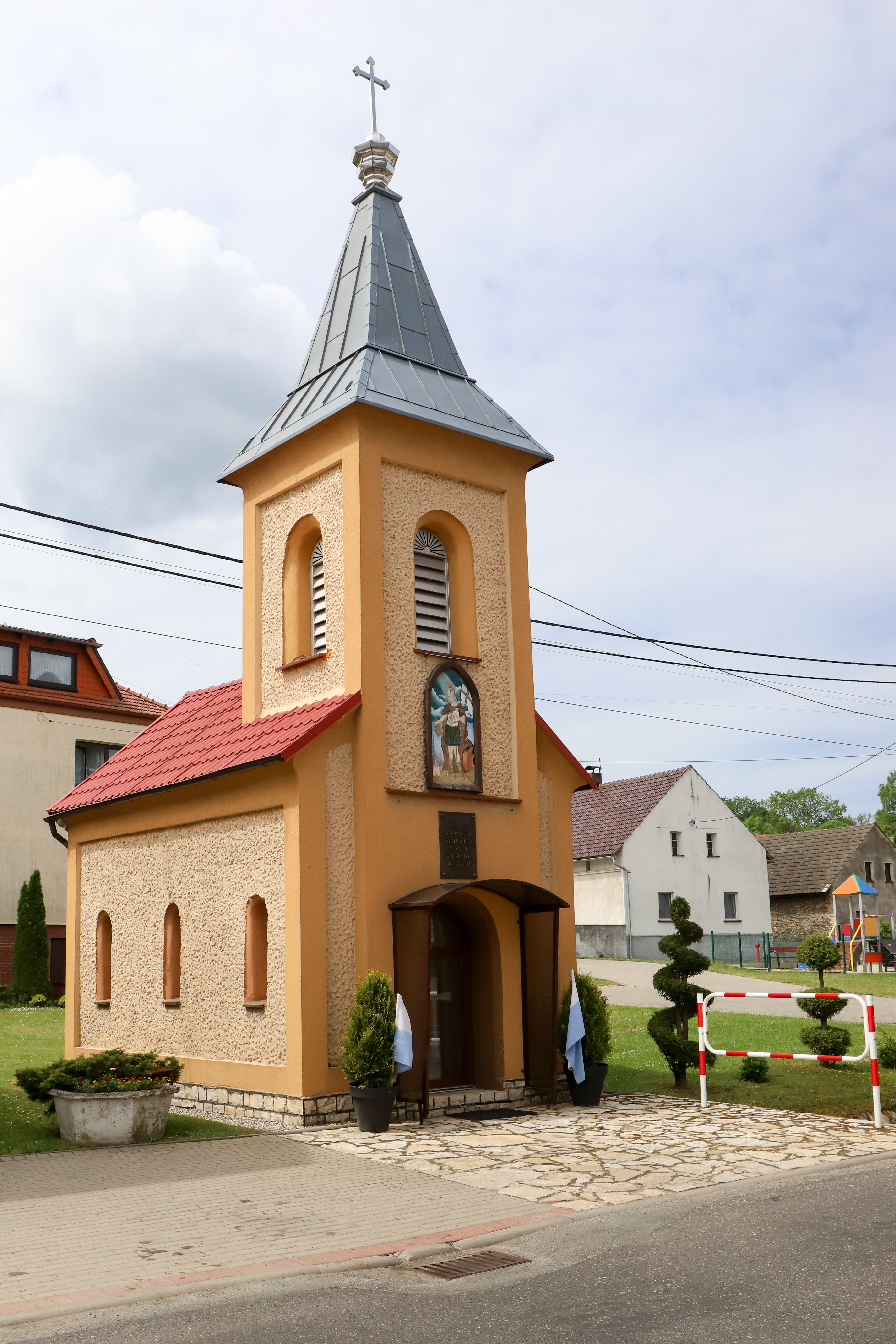
Wegkapelle mit Glockenturm

- Steinerne Wegekapelle mit Glockenturm und einem Abbild des Hl. Florian aus dem 19. Jahrhundert
- Denkmal für die Gefallenen des Ersten Weltkriegs
- Dorfteich
- Steinernes Wegekreuz an der ul. Polna
- Steinernes Wegekreuz an der ul. Wiejska mit Marienstatue

## Vereine
- Deutscher Freundschaftskreis
- Fußballverein LZS Kadłubiec